# Wola Muntowska
Wola Muntowska (niem. Muntowenwolla) – wieś w Polsce, w województwie warmińsko-mazurskim, w powiecie mrągowskim, w gminie Mrągowo. 
Do 2023 miejscowość była częścią wsi Muntowo.
Część wsi wchodzi w skład sołectwa Muntowo.
W latach 1975–1998 część wsi administracyjnie należała do województwa olsztyńskiego.
Wola Muntowska powstała w XIX jako wybudowanie wsi Muntowo.